# Kasongo-Lunda (territoire)
Pour la localité, voir Kasongo-Lunda.
Le territoire de Kasongo-Lunda est une entité administrative déconcentrée de la province du Kwango en république démocratique du Congo. Il est situé au sud-est de la capitale Kinshasa et est limitrophe de l'Angola.

## Géographie
Il est traversé par trois grands cours d'eau : la Wamba, la Bakali qui le limite au nord et le Kwango qui constitue sa frontière au sud (le séparant de l'Angola).

## Histoire
Le territoire comptait quatre cités en 2010, Kasongo-Lunda, Kingwangala, Tembo, Kahungula. Par la réforme admi